# Kolby Kås
Kolby Kås is een klein havendorp aan de zuidwestkust van het Deense eiland Samsø, 7 kilometer ten zuiden van de hoofdnederzetting Tranebjerg. Het is in wezen de haven van het dorpje Kolby, dat er een kilometer vandaan ligt.
Kolby Kås was tot 2015 de aanlegplaats voor de verbinding met Kalundborg op Seeland via een veerboot van de rederij Samsøtrafikken, die tweemaal daags heen en terug voer. Daarnaast was er ook vrachtverkeer en een jachthaven. In 2015 werd de verbinding met Kalundborg verplaatst naar de nieuwe veerhaven van Ballen aan de westkust van het eiland. Sedertdien wordt de haven alleen nog door privébedrijven en zeilschepen aangedaan. De terminalgebouwen staan leeg en het vroegere hotel aan de haven werd verkocht; het is heden een restaurant. Er bestaan plannen om Kolby Kås als reservehaven in te richten, die tot dusverre weinig concreet zijn.
De haven van Kolby Kås is beschut door een betonnen wering. Op de kaai staat een monument in de vorm van een gouden zwaan op een zuil. Kolby Kås heeft een strand. De plaats wordt meerdere keren per dag door beide bussen van Samsø aangedaan.